# Achille Saitta
Achille Saitta (Sant'Angelo di Brolo, 12 marzo 1898 – Sant'Angelo di Brolo, 25 novembre 1981) è stato uno scrittore, giornalista e commediografo italiano.

## Biografia
Laureatosi in Giurisprudenza, abbandona presto la sua attività per dedicarsi al giornalismo.
Ha collaborato con numerosi e importanti quotidiani e riviste quali "Il Tempo", "Il Resto del Carlino", "Il Giornale d'Italia", "Epoca", "Storia Illustrata", "Giornale di Sicilia", "l'Elefante", ecc. È stato corrispondente da Parigi, per molti anni, del "Giornale d'Italia".
È stato collaboratore e conduttore di numerose rubriche culturali della RAI Televisione Italiana quali: Siparietto, Controluce, Giorno per giorno, Obiettivo oggi, Posta aerea, ecc.
Ha scritto volumi di divulgazione storica (I Vespri, Il Conte verde), di saggistica letteraria (Alfredo Panzini), di politica (La Ceka fascista, Dal terrorismo alla dittatura).

Ha scritto numerosi radio-drammi e ben 26 commedie, molte delle quali trasmesse per televisione in Italia, Spagna, Germania, Paesi Bassi e rappresentate nei più importanti teatri italiani, europei, del Sud America e della Russia. Diverse sono state tradotte in tedesco, portoghese, maltese, slavo, francese, spagnolo e russo e portate in scena con enorme successo in Argentina (I figli degli antenati, 1980), in Venezuela (La belle époque, 1975, con la compagnia Carmen Geyer), in Brasile (Donne brutte, 1962, con la compagnia Costa-Villon), in Jugoslavia (Donne brutte, 1964, con la compagnia Ivan Zajc), a Malta (I figli degli antenati, 1971, con la compagnia Talent Artist).
Firma un contratto con il Konzertdirektion Kemp di Monaco di Baviera per la rappresentazione della sua commedia brillante Non c'è regola ahimè da portare in scena nella Germania dell'Est e dell'Ovest, Austria, Svizzera e Paesi scandinavi.
Nel 1969, al Teatro Eliseo di Roma, gli viene conferita la Medaglia d'Oro dell'Associazione della Stampa. Lo stesso anno, con decreto ministeriale, viene nominato membro del Consiglio direttivo del Sindacato e della Cassa di Previdenza degli Autori Drammatici. Nel 1964, assieme ad Achille Campanile e ad Emma Gramatica, ottiene il “Premio Fedeltà al teatro”, promosso dal Ministero del Turismo e dello Spettacolo.
Alla fine degli anni settanta lascia Roma per ritirarsi a Sant'Angelo di Brolo, suo paese natio, dove muore il 25 novembre del 1981.

## Opere
- I capricci della grande dea
- La belle époque
- I vespri, Roma, Ardita, 1934.
- Il Conte verde, Roma, Ardita, 1934.
- Saggi critici su Alfredo Panzini, in: Romanzieri e novellieri d'Italia nel secolo Ventesimo, vol. I, Roma, Ed. le Stampe, 1936.
- Prospero Gianferrari, Al di là della barricata, soggetto per un film, riduzione cinematografica di A. Saitta e E. Valentin, Roma, S. A. Aquila Film, 1941.
- Dal terrorismo alla dittatura: storia della Ceka fascista, Roma, OET Polilibraria, 1945.
- La verità sulla Polonia: inchiesta di un italiano che ha voluto veder chiaro, Roma, Ed. Unione Mondiale, 1947.
- La contessa di Castiglione, Roma, B. C. Tosi, 1950.
- Non c'è regola, ahimè!, «Sipario: rassegna mensile dello spettacolo», 9.95, marzo 1954, pp. 35-54.
- I figli degli antenati, «Sipario: rassegna mensile dello spettacolo», 10.11, luglio 1955, pp. 29–56
- Donne brutte, «Ridotto: rivista mensile di cultura e di vita teatrale» 8.4, aprile 1958, pp. 19–42.
- Addio, piccolo Fritz, Fasano di Puglia, Schena, 1974.